# Méchante boisson
 (août 2009).
Si vous disposez d'ouvrages ou d'articles de référence ou si vous connaissez des sites web de qualité traitant du thème abordé ici, merci de compléter l'article en donnant les références utiles à sa vérifiabilité et en les liant à la section « Notes et références ».

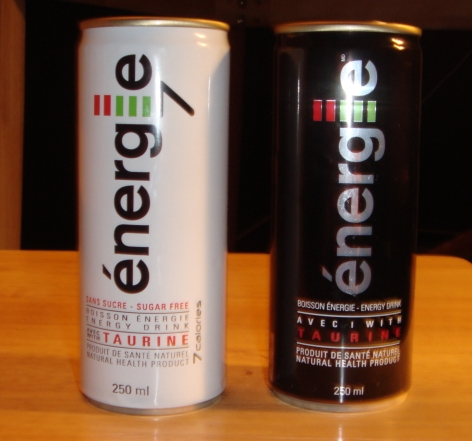
Boisson Énergie en format 250 mL. À droite, une boisson énergisante ordinaire. À gauche, une boisson énergisante faible en calories.

La Méchante boisson est la boisson énergisante officielle du réseau radiophonique québécois NRJ (auparavant connu sous le nom de Énergie). Lancée en février 2006 sous le nom de « Boisson Énergie », elle est fabriquée par Breuvage Cott Canada et sa distribution est assurée par la chaîne de dépanneurs Couche-Tard partout au Québec. Elle devient la Méchante boisson le 25 février 2010, nom inspiré du slogan de NRJ : « Méchante radio ». Son emballage est aussi adapté pour être conforme au nouveau logo du réseau NRJ.
Il existait aussi une version légère, contenant seulement 7 calories. La boisson est disponible en format de 250 mL, en caisse de quatre ou de 24 canettes.
Il était aussi possible de se procurer la Méchante boisson dans un format de 355 mL.